# دردار نصفي دوادياني
دردار نصفي دوادياني (الاسم العلمي: Hemiptelea davidii) هو نوع من النباتات يتبع جنس الدردار النصفي من فصيلة الدردارية.